# گارانگال راجپاسا
گارانگال راجپاسا (به لاتین: 
Garangal Rajpasa) یک روستا در بنگلادش است که در استان باریسال و در ناحیه پیروج‌پور واقع شده است.